# Урьевский Ёган
Урьевский Ёган — река в России, протекает по Ханты-Мансийскому АО. Устье реки находится в 27 км по правому берегу протоки Лангепас, впадающей в Обь в 1576 км от устья. Длина реки составляет 143 км, площадь водосборного бассейна — 834 км². В 118 км от устья по левому берегу впадает река Малый Урьевский Ёган.

## Данные водного реестра
По данным государственного водного реестра России относится к Верхнеобскому бассейновому округу, водохозяйственный участок реки — Обь от впадения реки Вах до города Нефтеюганск, речной подбассейн реки — Обь ниже Ваха до впадения Иртыша. Речной бассейн реки — (Верхняя) Обь до впадения Иртыша.
Код объекта в государственном водном реестре — 13011100112115200042006.